# Merine
Merine is een plaats (frazione) in de Italiaanse gemeente Lizzanello.

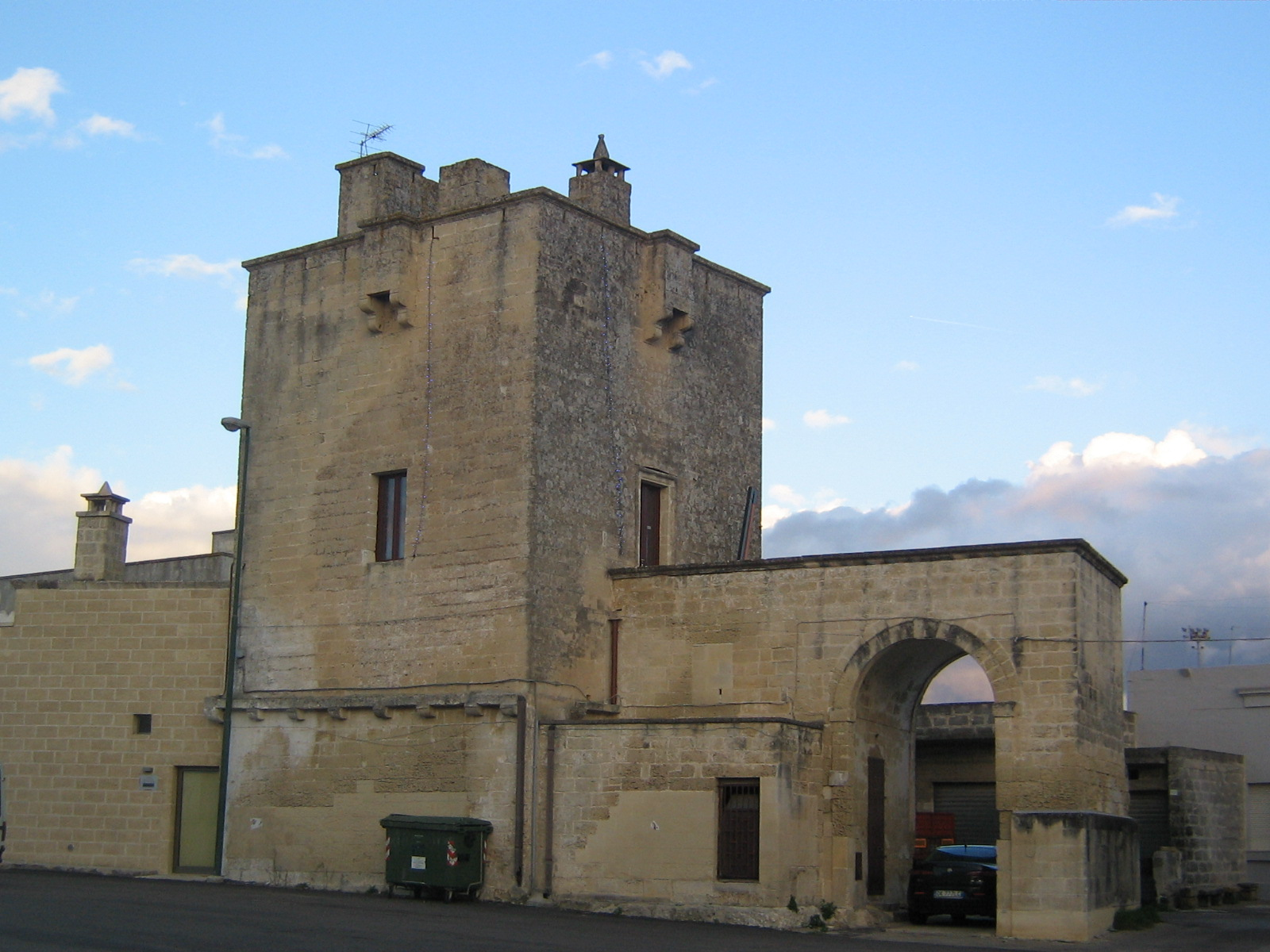
Versterkt huis in Merine
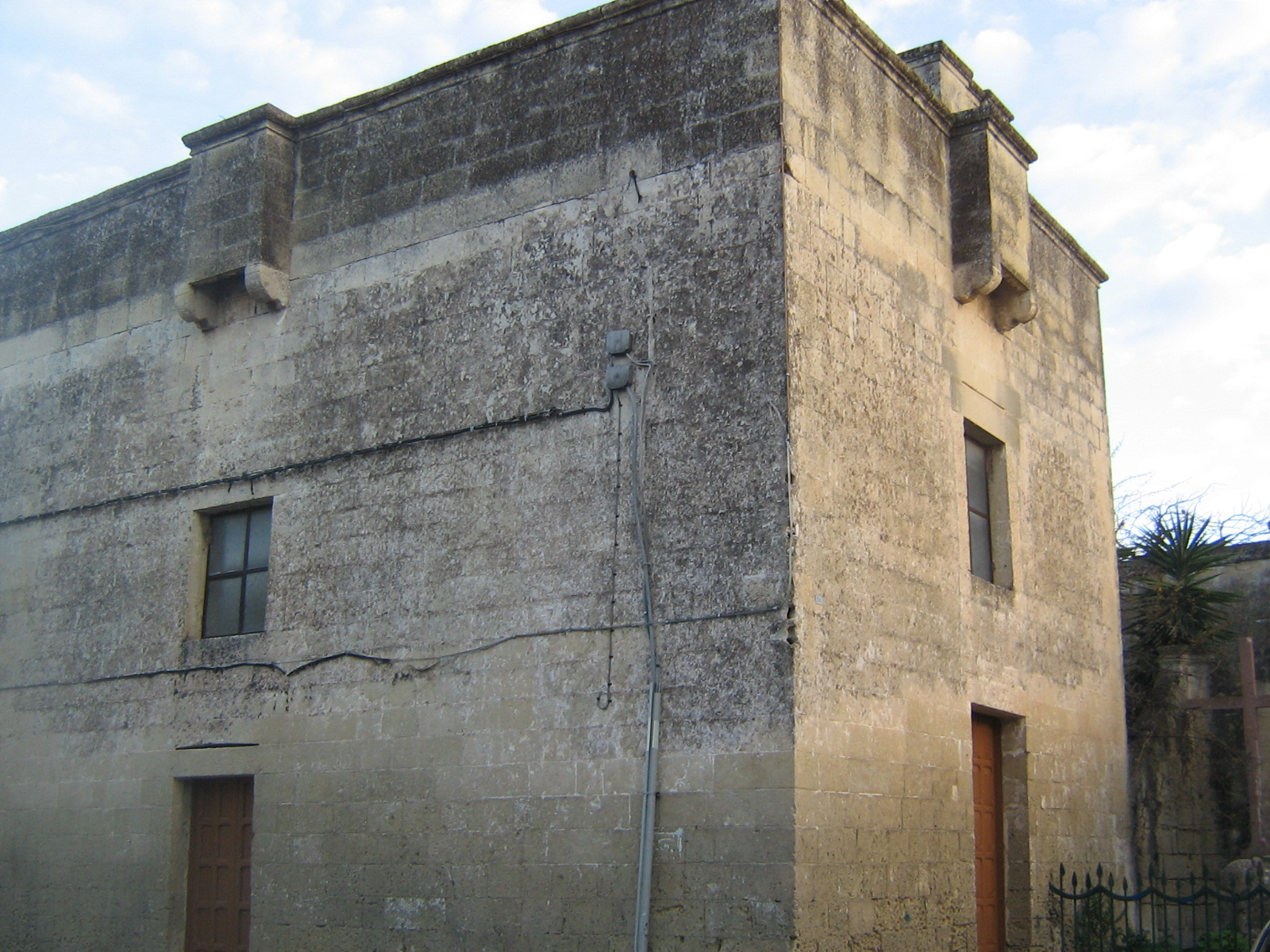
Capella dell'Assunta
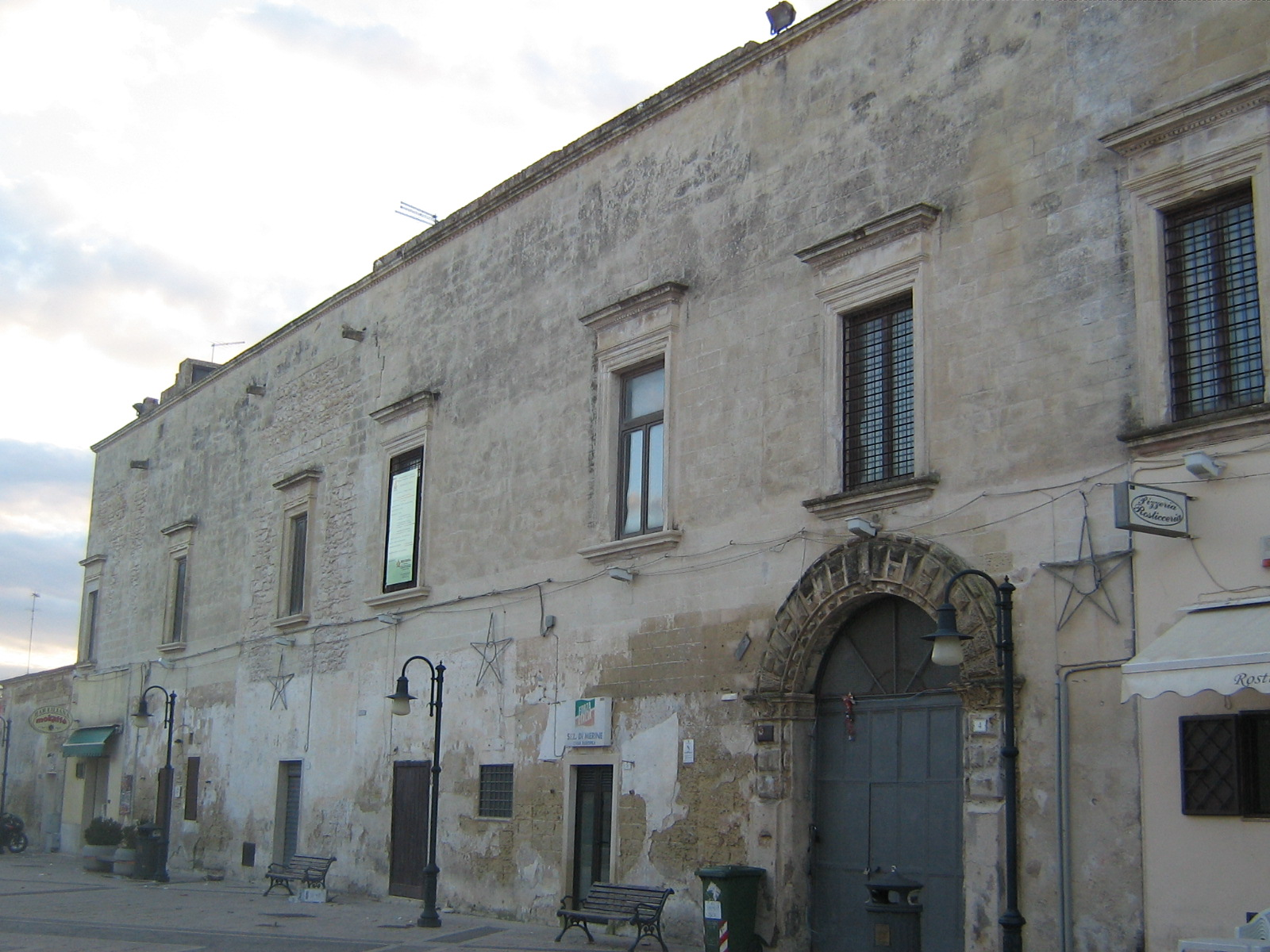
Paleis in Merine